# Loch Heilen
Loch Heilen ist ein Süßwassersee in der schottischen Council Area Highland beziehungsweise der traditionellen Grafschaft Caithness. Er liegt rund acht Kilometer südöstlich von Dunnet und 25 Kilometer östlich von Thurso. Bei Dunnet befindet sich das St John’s Loch.

## Beschreibung
Der See liegt auf einer Höhe von 37 Metern über dem Meeresspiegel. Loch Heilen weist einen grob L-förmigen Umriss mit einer maximalen Länge von 1,2 Kilometern bei einer maximalen Breite von 1,0 Kilometern auf, woraus sich eine Fläche von 78 Hektar und ein Umfang von vier Kilometern ergeben. Der flache See besitzt ein Volumen von 622.764 Kubikmetern. Sein Einzugsgebiet beträgt 398 Hektar. Loch Heilen besitzt eine durchschnittliche Tiefe von nur 0,8 Metern und eine maximale Tiefe von 1,5 Metern. Am Nordufer fließt der kleine Burn of Inkstack ab, der über den Burn of Ham nahe Brough in den Pentland Firth entwässert.
Loch Heilen besitzt eine Forellen-Population.